# Psicosis II (luchador)
Juan González (Puebla de Zaragoza, 22 de febrero de 1967) es un luchador profesional mexicano, más conocido bajo el nombre de ring Psicosis. González fue el segundo luchador en trabajar como Psicosis, se le dio el personaje del ring por parte de Asistencia Asesoría y Administración (AAA) para reemplazar al Psicosis original, y a menudo se lo llama Psicosis II para diferenciarlo; no se hace referencia a él como «Psicosis II» en material promocional, sino que se utiliza el nombre para distinguirse del Psicosis original. Cuando González dejó AAA a principios de 2009, fue reemplazado brevemente por un tercer Psicosis. En noviembre de 2013, González pasó a llamarse Psyco Ripper y poco después Reapper.
González fue desenmascarado el 18 de agosto de 2024 después de perder una Lucha de Apuestas en el tercer evento de Triplemanía XXXII.

## Carrera en la lucha libre profesional

### Primeros años
Juan González fue entrenado por su padre, quien luchaba bajo el nombre de ring El Puma. Al debutar comenzó a trabajar como El Puma Jr., principalmente en la región de Puebla y en Tijuana, Baja California. Cuando comenzó a luchar en Tijuana en 1994, recibió entrenamiento adicional por parte de Rey Misterio Sr. y también adoptó el personaje del ring «León Negro», un personaje rudo (malo) de mitad de cartelera. En 1995 viajó a Japón y trabajó para Frontier Martial-Arts Wrestling (FMW) formando equipo con Ultraman como Ultraman-Taro para la gira. Otro luchador trabajó más tarde como Ultra Taro Jr. en el sur de California, pero no tiene relación con González. En enero de 1996 González perdió la máscara de León Negro dos veces, ambas veces al perder una Lucha de Apuestas ante Halloween, una en Tijuana y otra en San Luis Río Colorado, Sonora. González fue notado por el propietario de Asistencia Asesoría y Administración (AAA), Antonio Peña, a través de su trabajo en Tijuana y consiguió un contrato de tiempo completo con la empresa en 1997.

### Asistencia Asesoría y Adminitración (1997-2009)
González fue traído a AAA inicialmente todavía con el gimmick de León Negro. En Triplemanía V-A ganó la cabellera de Halcón Dorado, Jr. y May Flowers, haciendo equipo con Heavy Metal. Más tarde ese año fue elegido para reemplazar al Psicosis original, quien luchaba a tiempo completo en World Championship Wrestling (WCW) en ese momento, por lo que Antonio Peña necesitaba a alguien que se hiciera cargo del muy popular personaje en AAA. Hizo su debut como Psicosis a mediados de 1998 alineándose con el líder de Los Vipers, Cibernético, y rápidamente se convirtió en un miembro central de Los Vipers. El 23 de agosto de 1998, Psicosis, Histeria, Maníaco y Mosco de la Merced se unieron para participar en un torneo por el vacante Campeonato Nacional Atómicos, representando a Los Vipers. Los Vipers ganaron el torneo al derrotar a Los Payasos (Coco Amarillo, Coco Azul, Coco Negro y Coco Rojo) en la final para ganar el título de Atómicos. Durante los meses siguientes, Los Vipers comenzaron un feudo con otro grupo llamado Los Vatos Locos, que en ese momento estaba formado por Charly Manson, May Flowers, Nygma y Picudo. El 14 de febrero de 1999, Los Vatos Locos derrotaron a Los Vipers para ganar el campeonato de Atómicos. Los Vipers ganaron el título por segunda vez el 17 de septiembre de 1999, cuando derrotaron a Los Junior Atómicos (Blue Demon Jr., La Parka Jr., Máscara Sagrada Jr. y Perro Aguayo Jr.). Los Vatos Locos lograron acabar con el segundo reinado de Los Vipers solo tres meses después cuando derrotaron a Psicosis y sus compañeros en la cartelera preliminar del show Guerra de Titanes de 1999. Los Vipers recuperaron el título Atómicos el 15 de abril de 2000. terminando efectivamente su feudo con Los Vatos Locos. Los Vipers reinaron como campeones de los Atómicos durante más de un año, hasta que fueron sorprendentemente derrotados por un grupo entonces poco conocido llamado Los Regio Guapos (Hator, Monje Negro, Jr., Potro, Jr. y Tigre Universitario) el 19 de agosto de 2001. Los Regio Guapos solo mantuvieron el título por menos de dos meses antes de que Los Vipers recuperaran el título y comenzaran su cuarto reinado con el título Atómicos. Su cuarto reinado también resultó ser el último reinado de Los Vipers, terminando el 23 de noviembre de 2001, cuando una nueva versión de Los Vatos Locos (Espíritu, Nygma, Picudo y Silver Cat) los derrotaron en uno de los combates destacados de la Guerra de Titanes de 2001. Después de la derrota, tanto Maniaco como Mosco de la Merced comenzaron a aparecer cada vez menos por AAA. El 13 de agosto de 2002, Psicosis ganó su primer campeonato individual al derrotar a Pimpinela Escarlata para ganar el Campeonato Nacional de Peso Medio. Su reinado como Campeón de Peso Medio se caracterizó por largos períodos en los que ni siquiera defendió el título, lo que prolongó su reinado durante casi tres años. Durante este período, Psicosis se volvió técnico cuando se unió a The Mexican Powers junto con Juventud Guerrera, Crazy Boy y Joe Líder. A principios de 2005, el Psicosis original regresó a AAA e inmediatamente comenzó una historia con Psicosis II por los derechos del nombre. La historia incluyó una lucha en jaula de acero que tuvo lugar en Triplemanía XIII, pero terminó sin resultado ya que el excompañero de Psicosis II, Histeria, interfirió en la lucha atacando a ambos luchadores. Posteriormente, la disputa por el nombre Psicosis se convirtió en una disputa a tres bandas entre el Psicosis original, Psicosis II e Histeria. El 3 de agosto de 2005, Psicosis II defendió con éxito el Campeonato de Peso Medio contra Histeria en una lucha hardcore. Después del combate, la Comisión de Box y Lucha Libre de México, D. F., que regula los campeonatos nacionales mexicanos, despojó a Psicosis II del título ya que las reglas establecen que los campeonatos nacionales mexicanos solo pueden defenderse en combates regulares, no en combates hardcore. La disputa por el nombre Psicosis terminó con Histeria ganando una lucha de escaleras, obteniendo los derechos del nombre. Posteriormente Histeria entregó los derechos a Antonio Peña, quien decidió permitir que Psicosis II mantuviera el personaje, haciendo que la historia  quedara en la nada. El 18 de octubre de 2006, The Mexican Powers derrotaron a The Black Family (Cuervo, Chessman, Escoria y Ozz) para ganar el Campeonato Nacional Atómicos de México, el quinto reinado de Psicosis II. El 20 de mayo de 2007, Psicosis II se volvió contra sus compañeros durante la defensa del título, permitiendo que La Secta del Mesías (Cuervo, Escoria, Espíritu y Ozz) ganaran el título. Psicosis II se unió a Histeria y Abismo Negro para reformar Los Vipers, esta vez llamados Viper's Revolution. Más tarde, cuando Mr. Niebla se unió al grupo, tanto Psicosis como Histeria se pusieron de su lado y expulsaron a Abismo Negro del grupo. A Viper's Revolution se unió más tarde Black Abyss, un clon de Abismo Negro. Se suponía que la disputa con Abismo Negro se resolvería en Triplemanía XVI en una lucha en jaula, pero se canceló en las semanas previas al evento, seguido por la salida de Mr. Niebla de AAA. Tras la deserción de Mr. Niebla de AAA, Psicosis II, Histeria y Black Abyss fueron utilizados con menos frecuencia y no en ninguna historia a largo plazo.

### Circuito independiente (2009-2010)
En el verano de 2009, tanto Psicosis II como Histeria abandonaron AAA, alegando su insatisfacción por la falta de reservas y, por tanto, la falta de salario. Comenzaron a luchar en el circuito independiente todavía usando los nombres de Psicosis e Histeria, aunque luego modificaron sus nombres a «Psicosis Extreme» e «Histeria Extreme» cuando AAA comenzó a hacer amenazas sobre sanciones legales. La pareja trabajó para varias promociones, incluida International Wrestling Revolution Group (IWRG) y fueron habituales de la promoción de lucha libre Perros del Mal.

### Consejo Mundial de Lucha Libre (2010-2017)
El 12 de abril de 2010, un contingente de exluchadores de AAA, incluidos Psicosis II, Histeria, Maníaco, El Alebrije y Cuije, aparecieron en un show del Consejo Mundial de Lucha Libre (CMLL) en Puebla. El grupo ingresó a la arena en un vehículo utilitario deportivo negro y atacó a La Sombra, El Hijo del Fantasma y La Máscara después de una lucha. Brazo de Plata, Místico y Jon Strongman intentaron ayudar, pero fueron alejados por los rudos Averno, El Texano Jr. y El Terrible del CMLL. Tras el ataque los exluchadores de AAA regresaron al vehículo y abandonaron la arena. El grupo realizó varios ataques posteriores durante los shows del CMLL, incluido uno durante su show del domingo por la noche en la Arena México, lo que indica que la historia no se limitó solo al área de Puebla. Después de semanas de enfrentamientos, el grupo, apodado Los Independientes, luchó su primer combate para el CMLL. En su debut para el CMLL el 26 de abril de 2010, El Alebrije, Histeria y Psicosis derrotaron a El Hijo del Fantasma, La Máscara y La Sombra. Desde el inicio de la historia de Los Independientes ni Psicosis ni Histeria han trabajado en los eventos de Perros del Mal. El 10 de mayo de 2010, durante un combate entre Los Independientes y los luchadores del CMLL, los exluchadores del CMLL y AAA Universo 2000 y Máscara Año 2000 corrieron para ayudar a Los Independientes a vencer a sus oponentes, tomando su lado en la historia entre los luchadores independientes y el CMLL. Psicosis fue el primer luchador en enfrentarse a un luchador del CMLL en una competencia individual, cuando perdió ante El Hijo del Fantasma por descalificación. El equipo luego pasó a llamarse Los Invasores. Durante un combate de tríos entre El Alebrije, Histeria II y Maníaco y el equipo de Héctor Garza, Brazo de Plata y Toscano, Garza se volvió contra sus compañeros de equipo y se unió a Los Invasores. El 16 de mayo de 2010, Psicosis luchó contra La Sombra en un combate en el que aparecieron por sorpresa tanto Mr. Águila como Rayo de Jalisco Jr. Mr. Águila regresó al CMLL para ponerse del lado de Los Independientes, mientras que Rayo de Jalisco, Jr. terminó poniéndose del lado de CMLL en su guerra contra el grupo de forasteros. Al día siguiente en la Arena Coliseo, Olímpico regresó al CMLL y atacó a Máximo durante el evento estelar del show; en ese momento no quedó claro si en realidad se había unido al grupo de forasteros o no. Posteriormente, CMLL celebró una conferencia de prensa anunciando que realizarían un evento especial Sin Salida el 6 de junio de 2010, que se centraría en la historia de Los Invasores vs. CMLL. Durante la rueda de prensa, Olímpico formó parte del grupo Los Invasores. También se anunció que Garza y Mr. Águila eran los colíderes del grupo. El 16 de agosto de 2010, se anunció que Psicosis era uno de los 14 hombres que pusieron su máscara en juego en un Steel Cage match en el evento principal del CMLL Show Aniversario 77. Psicosis II fue el duodécimo y último hombre en salir de la jaula de acero, optando por mantener su máscara a salvo en lugar de ayudar a su compañero invasor Olímpico a salir. El encuentro se decidió con La Sombra venciendo a Olímpico para desenmascararlo. El 20 de septiembre de 2011, Psicosis II, Olímpico, y el nuevo líder de Los Invasores, Volador Jr., derrotaron a Ángel de Oro, Diamante y Rush para ganar el Campeonato Nacional de Tríos. Perdieron el título ante Atlantis, Delta y Guerrero Maya Jr. el 16 de diciembre de 2011. Psicosis II, esta vez haciendo equipo con los miembros de Los Invasores Kraneo y Mr. Águila, recuperó el título de manos de Los Reyes de la Atlántida el 16 de diciembre de 2012. Luego perdieron el título ante La Máscara, Rush y Titán el 30 de junio de 2013. En noviembre de 2013, Psicosis II pasó a llamarse Psyco Ripper. Al mes siguiente, su nombre en el ring fue cambiado a Reapper.

### Regreso a AAA (2017-presente)
En 2017, Psicosis II anunció que regresaría para la Ruleta Rusa de 30 hombres en Triplemanía XXV. En el evento, Psicosis, como parte de Los Vipers, fue derrotado por el Team Parka (Argenis, Bengala y La Parka).

## Demanda a AAA
A principios de abril de 2010, Psicosis, Histeria y El Alebrije iniciaron acciones legales contra AAA por cuestiones de propiedad de sus nombres artísticos y  personajes, así como también alegando rescisión injusta por parte de AAA. Afirman que han luchado durante 13 años para crear los personajes y así poseerlos. Las partes se reunieron en la Junta de Conciliación y Arbitraje de la Ciudad de México para ver si se podía llegar a un acuerdo o si el asunto se llevaría a los tribunales. Las partes se reunieron para una segunda reunión de arbitraje a finales de abril de 2010. Esta vez al grupo demandante se unió Latin Lover quien al igual que Alebrije, Histeria y los demás reclamó que se le debería permitir usar el nombre ya que ha trabajado como Latin Lover durante 18 años y por lo tanto se le debería permitir continuar usándolo. Después de la reunión se afirmó que todas las partes implicadas estaban cooperando en el asunto. El Alebrije, Histeria y Psicosis II fueron renombrados desde entonces por el CMLL.

## Campeonatos y logros
- Lucha Libre AAA Worldwide
  - Campeonato Mundial de Tríos de AAA (1 vez) - con Abismo Negro Jr. y Toxin
  - Campeonato Nacional Atómicos (5 veces) – con Histeria, Mosco de la Merced y Maníaco (4); y Crazy Boy, Joe Líder y Juventud Guerrera (1)[2][4][28]
  - Campeonato Nacional de Peso Medio (1 vez) [6]
- Consejo Mundial de Lucha Libre
  - Campeonato Nacional de Tríos (2 veces) – con Olímpico y Volador Jr. (1),[18] y Kraneo y Mr. Águila (1) [20]
- Pro Wrestling Illustrated
  - PWI lo clasificó en el puesto número 229 de los 500 mejores luchadores del PWI 500 en 2012 [29]